# Вилок (зупинний пункт)
Вило́к — пасажирський залізничний зупинний пункт Ужгородської дирекції Львівської залізниці.
Розташований у смт Вилок, Виноградівський район Закарпатської області на лінії Батьово — Солотвино І між станціями Боржава (11 км) та Виноградів-Закарпатський (14 км).
Станом на серпень 2019 року щодня п'ять пар дизель-потягів прямують за напрямком Батьово — Королево/Солотвино I.